# 洧上之戰
前572年，晉悼公以韓厥為元帥聯同荀偃率領晉國軍隊及諸侯聯軍討伐鄭國以報彭城之戰之仇，聯軍於洧上打敗鄭國，攻入新鄭外城，又聯合鄫國軍隊並借道鄭國國境入侵楚國的焦和夷（都在今安徽省亳州一帶），並一直打到陳國。晉悼公及衛獻公駐扎於戚地以為援軍。同年秋天，楚共王派遣子辛率領楚軍救鄭國，入侵宋國呂邑（今江蘇省徐州東南）和留（今江蘇省沛縣東南）。鄭卿子然率領軍隊入侵宋國，攻取犬丘（今河南省永城市），這次反攻被稱為鄭攻宋之戰。